# Ahmad Habib Al-Saleh
Ahmad Habib Al-Saleh es un deportista kuwaití que compitió en esgrima en silla de ruedas. Ganó tres medallas en los Juegos Paralímpicos de Verano en los años 1984 y 1988.

## Palmarés internacional
| Juegos Paralímpicos | Juegos Paralímpicos                                        | Juegos Paralímpicos | Juegos Paralímpicos    |
| Año                 | Lugar                                                      | Medalla             | Prueba                 |
| ------------------- | ---------------------------------------------------------- | ------------------- | ---------------------- |
| 1984                | Nueva York (Estados Unidos) Stoke Mandeville (Reino Unido) | Medalla de bronce   | Espada individual 4-5  |
| 1988                | Seúl (Corea del Sur)                                       | Medalla de plata    | Espada individual 4-6  |
| 1988                | Seúl (Corea del Sur)                                       | Medalla de bronce   | Florete individual 4-6 |